# 村中暖奈
村中 暖奈（むらなか はるな、1997年5月17日 - ）は、日本の女優。元子役。ザ・マイカホリックスを経てトーチ・リンクに所属。

## 略歴
2007年、TBS系列ドラマ『山田太郎ものがたり』に子役として出演。
2013年11月12日、ネスレ日本の2014年「キットカット」受験生応援キャラクターに8172名の応募者の中から選出され、ワタナベエンターテインメントに所属。当時の芸名は、桜井 美南。
2014年1月、テレビドラマ『なぞの転校生』のヒロイン・香川みどり役（中村蒼・本郷奏多とのトリプル主演）で桜井美南としての女優デビューとなり、同作の主題歌でエイベックス・エンタテインメントよりCDデビューを果たした。
2016年4月、慶應義塾大学文学部に入学。
2018年9月30日付でワタナベエンターテインメントとの契約を終了。
2019年、『ミス慶應コンテスト2019』のファイナリスト7人の内の1人に選ばれ、グランプリに選出された。

## 人物
- 父は日本獣医師会副会長[16]。
- 慶應義塾幼稚舎、慶應義塾中等部、慶應義塾女子高等学校を経て慶應義塾大学文学部国文学専攻卒業[1][12][16]。
- 身長153cm[1]、血液型はA型。
- 趣味は神社・お寺めぐり、映画鑑賞、音楽鑑賞、語学勉強。特技は馬術、韓国語（日常会話）。習い事は日本舞踊（藤間流）、所作指導（神崎貴孝先生・地唄舞神崎流師範）[1][17]。

## 出演

### テレビドラマ
- 山田太郎ものがたり （2007年、TBS） - レギュラー・山田よし子（長女、太郎の妹） 役
- エジソンの母（2008年、TBS） - 青柳玲実 役
- 旭川動物園命の事件簿（2007年、テレビ東京）
- なぞの転校生（2014年1月10日 - 3月29日、テレビ東京） - 主演・香川みどり 役
- 死幣-DEATH CASH-（2016年、TBS） - 若本桜 役
- 弱虫ペダル（2016年8月26日 -、BSスカパー!） - 寒咲幹 役[18]
- 彼岸島 Love is over（2016年9月18日 -、毎日放送） - ヒロイン・ユキ 役
- 弱虫ペダルSeason2（2017年8月15日 -、BSスカパー!） - 寒咲幹 役
- やんごとなき一族 第3話（2022年5月5日、フジテレビ）- パーティの客 役
- ナンバMG5 第7話（2022年6月1日、フジテレビ）- 萬田中学生徒 役
- パンドラの果実〜科学犯罪捜査ファイル〜 Season1 第8話（2022年6月11日、日本テレビ） - 保育士 役
- 夏至物語 完全版（2023年10月10日、日本映画専門チャンネル） - アイ 役
- さよならマエストロ〜父と私のアパッシオナート〜（2024年1月14日 - 、TBS）[19]
- おいハンサム!!2 第2話 - 最終話（2024年4月13日 - 5月25日、東海テレビ・フジテレビ） - クミ 役[20]
- AI橋田壽賀子企画 渡る世間は鬼ばかり 番外編（2025年5月11日〈予定〉、BS-TBS）[21]

### 映画
- 花のあと（2010年3月13日、東映）
- 合葬（2015年9月26日、松竹メディア事業部） - かな 役
- リップヴァンウィンクルの花嫁（2016年3月26日、東映）
- 彼岸島 デラックス（2016年10月15日、松竹メディア事業部） - ヒロイン・ユキ 役[22]
- 心が叫びたがってるんだ。（2017年7月22日、アニプレックス） - 高村佳織 役

### WEBシネマ
- ふたりのきっと、（2014年） - 主演・美波 役[23]

### CM
- ネスレ日本「キットカット」 - 受験生応援キャラクター（2014年）
- 明治安田生命保険「ベストスタイル 父と娘の保険授業」篇（2017年）

### 舞台
- 転校生（2015年8月 - 9月、Zeppブルーシアター六本木）[24]
- Dステ 20th「柔道少年」（2017年2月、ザ・スズナリ）-  サクライ・ミナミ 役

### その他
- 「渋谷×キットカット / 渋谷区 受験生応援宣言」 - イメージキャラクター（2015年12月 - 2016年1月）[25]